# Монпельє (футбольний клуб)
«Монпельє» (фр. Montpellier Hérault Sport Club) — французький футбольний клуб із однойменного міста, заснований 1919 року. Виступає у Лізі 1.

## Історія

### Перші роки
Клуб було засновано в 1919 році.
Наприкінці сезону 1927—1928 «Монпельє» завоював титул чемпіона Ліги південного сходу країни, відібравши перше місце у «Сеті». Згодом клуб дійшов до фіналу Кубка Франції й переміг там. А в 1931 році «Монпельє» повторив досягнення, але програв у фіналі.

### Тяжкі часи
У ході сезону 1967—1968 років клуб покинув старий стадіон «Парк Спорту» в районі Жювеналь і перебрався на нову арену «Ріхтер». На жаль, вболівальники не оцінили цей вчинок, відмовившись приходити на стадіон і підтримувати улюблений клуб. На їхню думку, стадіон був неправильно сконструйований, на ньому було дуже багато місць і знаходився він далеко від центру міста. Дійшло до того, що на грі з «Сомом» виявилося всього 750 чоловік. Доходи «Монпельє» різко впали, клуб не отримував приплив уболівальницьких фінансів, у результаті чого в 1969 році клуб втратив професійний статус і став аматорською командою.
Через деякий час команда об'єдналася з іншими клубами. Якраз в цей час клубу вдалося уникнути численних виплат за зміну назви, «Монпельє» міг знову опинитися в еліті. Команда переїхала на стадіон «Моссон».

### Повернення до Ліги 1

#### Кінець XX століття
У 1980-х роках клуб почав відновлюватися. Флері Ді Налло й Мішель Мезі стали ключовими гравцями команди. Найголовніший етап розвитку стався в 1987 році, коли Мішель Мезі, вже як головний тренер, прорвався до Ліги 1 разом із такими майбутніми зірками, як Лоран Блан і Роже Мілла. Перший пізніше став чемпіоном світу і навіть очолив національну збірну Франції, а Мілла стане «камерунською легендою», але наприкінці 1980-х років вони були просто захисником і нападаючим. Мілла разом із Тьєррі Лореі і Крістіаном Пере створюють атакуюче тріо, завдяки якому клуб завоював бронзу чемпіонату. У 1990 році «Монпельє» завоював другий у своїй історії Кубок Франції. У тому сезоні стали дуже відомі гравці Карлос Вальдеррама і Ерік Кантона.

#### Чемпіонство 2011—2012
У 2012 році «Монпельє» створив сенсацію, вперше у своїй історії вигравши першість країни. До останнього туру клуб вів перегони зі столичним «Парі Сен-Жермен». Головною атакуючою силою команди був Олів'є Жіру.

## Склад команди
Станом на 30 квітня 2025
| №  | Поз. | Нац.                 | Гравець           |
| -- | ---- | -------------------- | ----------------- |
| 1  | ВР   | Боснія і Герцеговина | Белмін Діздаревич |
| 2  | ЗХ   | Кот-д'Івуар          | Бамо Мейте        |
| 3  | ЗХ   | Гвінея               | Іссіага Сілла     |
| 4  | ЗХ   | Малі                 | Бубакар Куяте     |
| 5  | ЗХ   | Малі                 | Модібо Саньян     |
| 6  | ЗХ   | Франція              | Крістофер Жульєн  |
| 9  | НП   | Алжир                | Анді Делор        |
| 10 | НП   | Туніс                | Вагбі Хазрі       |
| 11 | ПЗ   | Франція              | Тежі Саваньє      |
| 12 | ПЗ   | Франція              | Жордан Феррі      |
| 13 | ПЗ   | Франція              | Жоріс Шотар       |
| 14 | НП   | Марокко              | Отман Маамма      |

| №  | Поз. | Нац.      | Гравець                   |
| -- | ---- | --------- | ------------------------- |
| 16 | ВР   | ДР Конго  | Дімітрі Берто             |
| 17 | ЗХ   | Франція   | Тео Сент-Люс              |
| 18 | ПЗ   | Франція   | Ніколя Пай                |
| 19 | ПЗ   | Франція   | Реббі Нзінгула            |
| 21 | ЗХ   | Франція   | Лукас Мінкареллі          |
| 22 | ПЗ   | Марокко   | Халіл Фаяд                |
| 27 | ЗХ   | Швейцарія | Бечир Омерагич            |
| 29 | ЗХ   | Камерун   | Енцо Чато                 |
| 40 | ВР   | Франція   | Бенжамен Лекомт (капітан) |
| 52 | ЗХ   | Сербія    | Никола Максимович         |
| 70 | НП   | Франція   | Тангі Кулібалі            |
| 77 | ЗХ   | Малі      | Фалай Сако                |

## Досягнення
- Ліга 1:
  - Переможець: 2011-12

- Ліга 2
  - Переможець: 1946, 1961, 1987.
  - Срібний призер: 1952, 1981, 2009.

- Регіональна ліга Південний Схід:
  - Чемпіон: 1928, 1932, 1976.

- Кубок Франції
  - Володар: 1929, 1990.
  - Фіналіст: 1931, 1994.

- Кубок ліги
  - Володар : 1992.

- Кубок Інтертото
  - Переможець: 1999.